# رایسا ماکسیمووا
رایسا ویکتوروونا ماکسیمووا (روسی: Максимова, Раиса Викторовна؛ ۲ نوامبر ۱۹۲۹) بازیگر تئاتر و سینما اهل جمهوری فدراتیو سوسیالیستی روسیه شوروی است. او در هفده سالگی، به عنوان «بازیگر کمکی» در تئاتر درام کارل مارکس شروع به کار کرد. وی در «مدرسه هنر تئاتر مسکو» تحصیل کرد.
از فیلم‌ها یا مجموعه‌های تلویزیونی که وی در آن‌ها نقش داشته است، می‌توان به ابله و رستاخیز اشاره نمود.